# Наталі Стюард
Наталі Стюард (англ. Natalie Steward, 30 квітня 1943) — британська плавчиня.
Призерка Олімпійських Ігор 1960 року.